# Cornicello

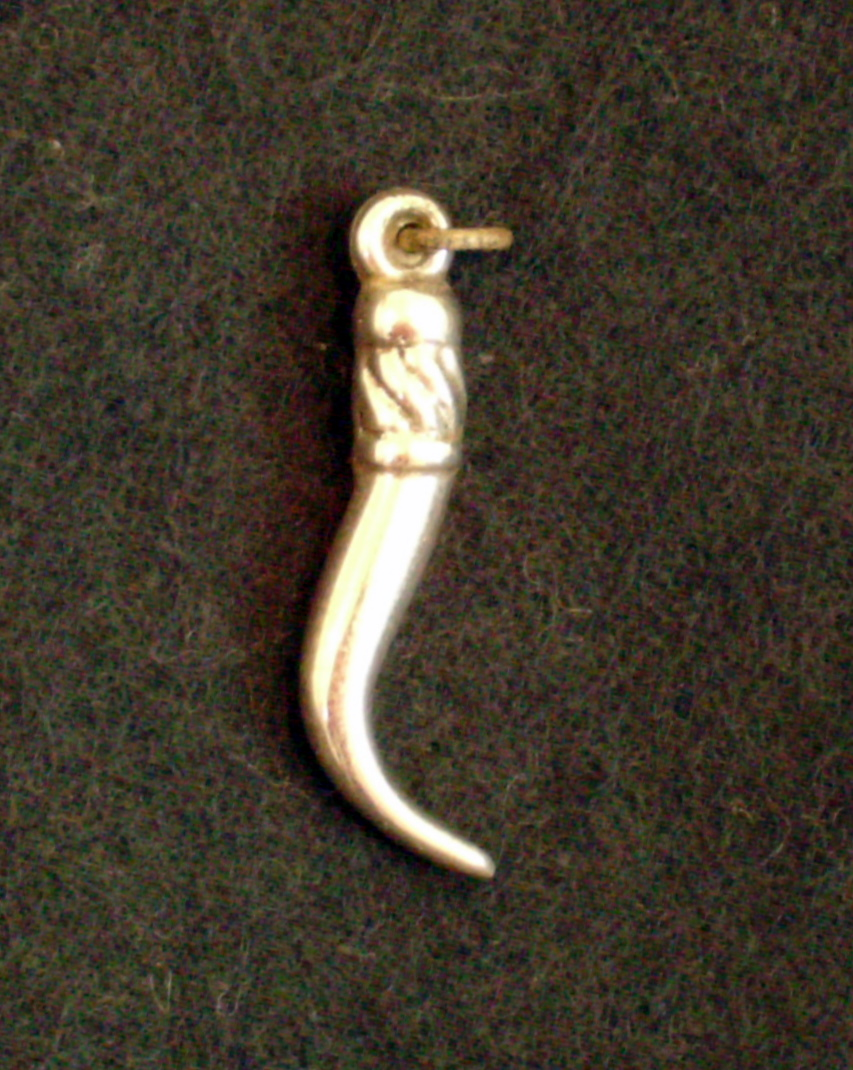
Un cornicello de plata.

Un cornicello o cornetto,  palabra italiana que significa "cuerno pequeño", también llamado corno portafortuna, 'cornetto portafortuna' (cuerno / cuernito portador de fortuna), es un amuleto usado para proteger contra el mal de ojo. En napolitano, se llama cuornuciello o variantes del mismo (corno napoletano, cuerno napolitano), y si es de color rojo se le suele llamar corno rosso (cuerno rojo).

## Orígenes y estilos

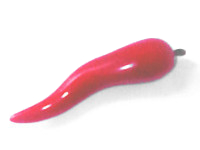
Cornetto rosso portafortuna / cuernito rojo portafortuna en material que imita al coral rojo.

Desde la Antigüedad en muchas culturas se ha atribuido un valor mágico y casi siempre con significaciones fálicas de poder a los cuernos por magia imitativa tal cual lo notó James Frazer.

Por ejemplo, ya siglos antes de Cristo en la Antigua Italia (Vitalia) la gente usaba un itífalo como amuleto apotropaico contra lo nefasto, el infortunio y, especialmente, contra el supuesto mal de ojo (notar que el ojo en cambio ha sido considerado fasto entre los griegos y antiguos egipcios véase respectivamente: nazar y Udyat).

Todo indica que de la antigua tradición itifálica desciende la práctica aún realizada en Italia, las personas muchas veces llevan el cornicello (casi siempre colgando en un collar) como un amuleto de buena suerte utilizado para la protección contra el mal de ojo y la gente llamada en el lunfardo de Argentina yeta, (sinónimo del español gafe, y de los lunfardismos mufa, "piedra") o en italiano iettatore y su supuesta iettatura. Se compone de un amuleto en forma de cuerno retorcido a menudo hecho de oro, plata, hueso, terracota o incluso coral rojo.  Originalmente los cornecelli se parecían al cuerno retorcido de un eland (especie de antílope africano cuyos cuernos son retorcidos).

## Materiales de confección
Aunque en los últimos años sus formas han sido estilizadas. Muchas veces es un gioiello (joyel o pequeña joya) e incluso una cuenta, como se ha mencionado, realizado en metal (oro, plata, etc) aunque más frecuentemente es producido por un material de color rojo; en tal caso el material tradicional es el coral rojo aunque, desde los años 1960, es muy frecuente la imitación realizada en plástico rojo. Las dimensiones son variables y en algunos casos este objeto posee en su base o "testa" (cabeza) una pequeña corona metálica; generalmente la forma y el color del cornetto o cornicello recuerdan a aquellos del peperoncino (ají morrón rojo). Es un amuleto regional popular, que se produce principalmente en Italia y es usado en gran parte del mundo por los inmigrantes y descendientes de italianos tal cual ocurre en Estados Unidos o la Argentina.
En Italia es el amuleto propiciatorio o portafortuna de los jugadores de azar , de modo que en el año 2010  el 22% de ellos declaró usarlo, prevalentemente en el Mezzogiorno, seguidamente por los del Lacio y las Marcas, e incluso mucho más raramente en algunas regiones del norte o Italia septentrional como la Lombardía y Friuli-Venecia Julia. La región donde actualmente este amuleto está más difundido es la  Campania (57%), por eso en Argentina se le llama comúnmente cuerno napolitano.

## Arqueología e Historia
El símbolo del cuerno ha sido considerado de buenos augurios o de buen auspicio desde tiempos prehistóricos  (ya se observa esto desde el Neolítico) por su forma  fálica que le hace un emblema de fertilidad y, transitivamente, de prosperidad y fuerza física o vigor (la radical [vir] inicialmente aludía a los genitales masculinos). Este último significado está ligado al uso ofensivo de la cornamenta en los animales. Por otra parte o "a su vuelta" el color rojo es considerado en la inmensa mayoría de las culturas un símbolo de fuerza, de buena suerte y fertilidad porque, entre otras metaforizaciones, recuerda a la sangre (símbolo de la vida) y al fuego.

## Símbolismos relacionados
Posiblemente relacionado con el cornicello es el gesto llamado mano cornuta  o "mano  cornuda." Se trata de un típico gesto manual italiano (o un amuleto de imitación del gesto) que puede ser utilizado para indicar que a un hombre se le han «puesto los cuernos» (ha sufrido adulterio) y también para alejar el mal de ojo. La mitología relaciona al cornicello o corno portafortuna con la figura de la cabra Amaltea nodriza de Zeus niño y del cual uno de cuyos cuernos Zeus hizo la cornucopia y, de las gotas de leche de ella desprendidas, la Vía Láctea.